# 阿列克谢·杰尼先科
阿列克谢·阿列克谢耶维奇·杰尼先科（俄语：Алексей Алексеевич Денисенко，1993年8月30日—）生于巴泰斯克，是一名俄罗斯男子跆拳道运动员。杰尼先科拥有吉普赛血统，他在童年时期因体弱多病而被父亲带去练习跆拳道。
2016年12月，杰尼先科和同为跆拳道选手兼奥运奖牌得主的Anastasia Baryshnikova结婚。2018年2月，两人生下一子。